# Аеродром Коломбо
Међународни аеродром Бандаранаике (IATA: CMB, ICAO: VCBI) је једини међународни аеродром у Шри Ланци. Налази се у Катунајакеу, 35 km северно од Коломба. На аеродрому су смештене базе националне авио-компаније „ШриЛанкан ерлајнс“.
Аеродром је 1970. године променио име „Аеродром Бандаранаике“ у име „Соломон Бандаранаике“, који је био премијер Шри Ланке. Име аеродрома се поново променило у „Аеродром Катунајаке“ 1977. године, али је било опет промењено у „Аеродром Бандаранаике“ 1995. године.
Будући планови за аеродром су следећи: Друга писта за аеродром која би имала могућности да прими највеће путничке авионе света - Ербас А380, још 8 улаза/излаза, домаћи терминал, пет спрат-паркалишта и хотел са пет звездица.